# Tadeusz Majewski (kapitan lekarz)

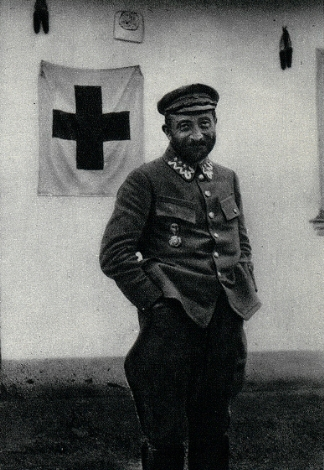
Kpt. dr Tadeusz Majewski w Legionach Polskich

Tadeusz Majewski (ur. 8 sierpnia 1871 w Pilznie, zm. 26 maja 1918 w Krakowie) – kapitan, lekarz Legionów Polskich, kawaler Orderu Virtuti Militari.

## Życiorys
Urodził się 8 sierpnia 1871 w Pilźnie, w rodzinie Józefa i Ewy z Idzikowskich. Był bratem Jadwigi Wyrobisz.
11 czerwca 1889 ukończył naukę w Gimnazjum św. Anny w Krakowie . Absolwent Wydziału Lekarskiego Uniwersytetu Jagiellońskiego (1889). Doktoryzował się w 1895. Pracował m.in. w szpitalu św. Łazarza w Krakowie i szpitalu miejskim w Niepołomicach.
Od 1 września 1914 w stopniu podporucznika w Legionach Polskich zajmował stanowisko lekarza batalionu w 2 pułku piechoty Legionów. Wraz z pułkiem brał udział w walkach m.in. pod Mołotkowem, Pasieczną, Rafajłową i Rarańczą.
Szczególnie odznaczył się 17 czerwca 1915 w bitwie pod Rarańczą, gdzie „mimo choroby opatrywał osobiście żołnierzy w pierwszej linii. We wszystkich bojach swego pułku pracował sumiennie i wytrwale, opatrywał rannych pod ogniem karabinów maszynowych, poświęcając im każdą wolną chwilę. Za męstwo, odwagę i poświęcenie został odznaczony Orderem Virtuti Militari”.
W 1916 pełnił służbę w Szpitalu Fortecznym w Krakowie, a następnie jako lekarz więzienny w Warszawie i Pułtusku. Został mianowany szefem sanitarnym II Brygady Legionów Polskich. W grudniu 1917 poddał się operacji oka. Zmarł w Krakowie po udarze mózgu, został pochowany na cmentarzu Rakowickim.

## Ordery i odznaczenia
- Krzyż Srebrny Orderu Wojskowego Virtuti Militari nr 6994 – pośmiertnie, 17 maja 1922[4] [2][5][6]
- Krzyż Niepodległości – pośmiertnie 12 maja 1931 „za pracę w dziele odzyskania niepodległości”[7][1][2]
- Krzyż Walecznych dwukrotnie – pośmiertnie[3]
- Odznaka Honorowa Czerwonego Krzyża 2 klasy[3]